# Кровь
Кровь (лат. sanguis, др.-греч. αἷμα) — жидкая и подвижная соединительная ткань внутренней среды организма. Состоит из жидкой среды — плазмы — и взвешенных в ней форменных элементов (клеток и производных от клеток): эритроцитов, лейкоцитов и тромбоцитов. Циркулирует по замкнутой системе сосудов под действием силы ритмически сокращающегося сердца и не сообщается непосредственно с другими тканями тела ввиду наличия гистогематических барьеров.
У позвоночных кровь имеет красный цвет (от бледно- до тёмно-красного) из-за наличия в эритроцитах гемоглобина, переносящего кислород. У человека насыщенная кислородом кровь (артериальная) ярко-красная, лишённая его (венозная) более тёмная. У некоторых моллюсков и членистоногих кровь (точнее, гемолимфа) голубая за счёт гемоцианина.
В среднем у мужчин в норме объём крови составляет 5,2 л, у женщин — 3,9 л:93, а у новорождённых — 200—350 мл. Массовая доля крови в теле взрослого человека составляет 6—8 %.
У человека кровь образуется из кроветворных стволовых клеток, количество которых составляет около 30 000, в основном в костном мозге, а также в пейеровых бляшках тонкой кишки, тимусе, лимфатических узлах и селезёнке.
Изучением крови занимается раздел медицины под названием гематология.

## Свойства крови
- Суспензионные свойства зависят от белкового состава плазмы крови и от соотношения белковых фракций (в норме альбуминов больше, чем глобулинов).
- Коллоидные свойства связаны с наличием белков в плазме. За счёт этого обеспечивается постоянство жидкого состава крови, так как молекулы белка обладают способностью удерживать воду.
- Электролитные свойства зависят от содержания в плазме крови анионов и катионов. Электролитные свойства крови определяются осмотическим давлением крови.

## Состав крови
Весь объём крови живого организма условно делится на периферический (находящийся и циркулирующий в русле сосудов) и кровь, находящуюся в кроветворных органах и периферических тканях. Кровь состоит из двух основных компонентов: плазмы и взвешенных в ней форменных элементов. Отстоявшаяся кровь состоит из трёх слоёв: верхний слой образован желтоватой плазмой крови, средний, сравнительно тонкий серый слой составляют лейкоциты, нижний красный слой образуют эритроциты. У взрослого здорового человека объём плазмы достигает 50—60 % цельной крови, а форменных элементов крови составляет около 40—50 %. Отношение форменных элементов крови к её общему объёму, выраженное в процентах или представленное в виде десятичной дроби с точностью до сотых, называется гематокритным числом (от др.-греч. αἷμα — кровь, κριτός — показатель) или гематокритом (Ht). Таким образом, гематокрит — часть объёма крови, приходящаяся на эритроциты (иногда определяется как отношение всех форменных элементов (эритроциты, лейкоциты, тромбоциты) к общему объёму крови). Определение гематокрита проводится с помощью специальной стеклянной градуированной трубочки — гематокрита, которую заполняют кровью и центрифугируют. После этого отмечают, какую её часть занимают форменные элементы крови (эритроциты, лейкоциты, тромбоциты). В медицинской практике для определения показателя гематокрита (Ht или PCV) всё шире распространяется использование автоматических гематологических анализаторов.

### Плазма
Плазма крови (от греч. πλάσμα — нечто сформированное, образованное) — жидкая часть крови, которая содержит воду и взвешенные в ней вещества — белки и другие соединения. Основными белками плазмы являются альбумины, глобулины и фибриноген. Около 90 % плазмы составляет вода. Неорганические вещества составляют около 2—3 %; это катионы (Na+, K+, Mg2+, Ca2+) и анионы (HCO3−, Cl−, PO43−, SO42−). Органические вещества (около 9 %) в составе крови подразделяются на азотсодержащие (белки, аминокислоты, мочевина, креатинин, аммиак, продукты обмена пуриновых и пиримидиновых нуклеотидов) и безазотистые (глюкоза, жирные кислоты, пируват, лактат, фосфолипиды, триацилглицеролы, холестерин). Также в плазме крови содержатся газы (кислород, углекислый газ) и биологически активные вещества (гормоны, витамины, ферменты, медиаторы). Гистологически плазма является межклеточным веществом жидкой соединительной ткани (крови).

### Форменные элементы
У взрослого человека форменные элементы крови составляют около 40—50 %, а плазма — 50—60 %. Форменные элементы крови представлены эритроцитами, тромбоцитами и лейкоцитами:
- Эритроциты (красные кровяные тельца) — самые многочисленные из форменных элементов. Зрелые эритроциты не содержат ядра и имеют форму двояковогнутых дисков. Циркулируют 120 дней и разрушаются в печени и селезёнке. В эритроцитах содержится железосодержащий белок — гемоглобин. Он обеспечивает главную функцию эритроцитов — транспорт газов, в первую очередь — кислорода. Именно гемоглобин придаёт крови красную окраску. В лёгких гемоглобин связывает кислород, превращаясь в оксигемоглобин, который имеет светло-красный цвет. В тканях оксигемоглобин высвобождает кислород, снова образуя гемоглобин, и кровь темнеет. Кроме кислорода, гемоглобин в форме карбогемоглобина переносит из тканей в лёгкие углекислый газ.

- Тромбоциты (кровяные пластинки) представляют собой ограниченные клеточной мембраной фрагменты цитоплазмы гигантских клеток костного мозга (мегакариоцитов). Совместно с белками плазмы крови (например, фибриногеном) они обеспечивают свёртывание крови, вытекающей из повреждённого сосуда, приводя к остановке кровотечения и тем самым защищая организм от кровопотери.
- Лейкоциты (белые клетки крови) являются частью иммунной системы организма. Они способны к выходу за пределы кровяного русла в ткани. Главная функция лейкоцитов — защита от чужеродных тел и соединений. Они участвуют в иммунных реакциях, выделяя при этом Т-клетки, распознающие вирусы и всевозможные вредные вещества; В-клетки, вырабатывающие антитела, макрофаги, которые уничтожают эти вещества. В норме лейкоцитов в крови намного меньше, чем других форменных элементов.

Кровь относится к быстро обновляющимся тканям. Физиологическая регенерация форменных элементов крови осуществляется за счёт разрушения старых клеток и образования новых органами кроветворения. Главным из них у человека и других млекопитающих является костный мозг. У человека красный, или кроветворный, костный мозг расположен в основном в тазовых костях и в длинных трубчатых костях. Основным фильтром крови является селезёнка (красная пульпа), осуществляющая в том числе и иммунологический её контроль (белая пульпа).

## Кровь с точки зрения физической и коллоидной химии
С точки зрения коллоидной химии, кровь представляет собой полидисперсную систему — суспензию эритроцитов в плазме (эритроциты находятся во взвешенном состоянии, белки образуют коллоидный раствор, мочевина, глюкоза и другие органические вещества и соли представляют собой истинный раствор). Поэтому с точки зрения законов физической химии оседание эритроцитов является своеобразной формой оседания суспензии. Цельная кровь при нормальном гематокрите не является ньютоновской жидкостью, однако плазму, не контактирующую с воздухом, можно назвать ньютоновской жидкостью.

## Количественные показатели

### Состав
- Белки — 7—8 % (в плазме):
  - сывороточный альбумин — 4 %,
  - сывороточный глобулин — 2,8 %,
  - фибриноген — 0,4 %;
- Минеральные соли — 0,9—0,95 %;
- Глюкоза — от 3,8—4 до 6,0—6,1 ммоль/л (венозная плазма натощак)[6][7][8].
- Содержание гемоглобина:
  - у мужчин — 7,7—8,1 ммоль/л 78—82 ед. по Сали,
  - у женщин — 7,0—7,4 ммоль/л 70—75 ед. по Сали;
- Число эритроцитов в 1 мм³ крови:
  - у мужчин — 4 500 000—5 000 000,
  - у женщин — 4 000 000—4 500 000;
- Число тромбоцитов в крови в 1 мм³ — около 180000—320000;[2]
- Число лейкоцитов в крови в 1 мм³ — около 6000—9000;[2]
  - сегментоядерные — 50—70 %,
  - лимфоциты — 20—40 %,
  - моноциты — 2—10 %,
  - палочкоядерные — 1—5 %,
  - эозинофилы — 2—4 %,
  - базофилы — 0—1 %,
  - метамиелоциты — 0—1 %.

### Показатели
- Осмотическое давление плазмы — около 7,5 атм;
- Онкотическое давление плазмы — 25—30 мм рт. ст.;
- Плотность крови — 1,050—1,060 г/см³;[2]
- Скорость оседания эритроцитов:
  - у мужчин — 1—10 мм/ч,
  - у женщин — 2—15 мм/ч (у беременных до 45 мм/ч).

## Функции
Кровь непрерывно циркулирует в замкнутой системе кровеносных сосудов и выполняет в организме различные функции, такие как:
- Транспортная — кровь переносит различные вещества в организме:
  - кислород от лёгких к тканям и углекислый газ — от тканей к лёгким;
  - питательные вещества ко всем клеткам;
  - продукты обмена веществ: СO2 — от всех клеток к лёгким; NH3 — от всех клеток к печени, почкам и коже; мочевину — от печени к почкам;
  - сигнальные вещества (гормоны, цитокины, NO) между органами, гуморально регулируя их деятельность.
- Терморегуляторная — поддерживает температуру тела благодаря содержанию большого количества воды (высокотеплоёмкого вещества).
- Защитная — обеспечение иммунной защиты от антигенов за счет наличия в крови иммунокомпетентных клеток (макрофаги, лимфоциты и др.).
- Гомеостатическая — поддержание гомеостаза (постоянства внутренней среды организма) — кислотно-основного равновесия, водно-электролитного баланса и т. д.
- Опорно-амортизирующая — придание дополнительной упругости органам за счёт наличия в их сосудах крови под давлением.

## Группы крови
По общности некоторых антигенных свойств эритроцитов все люди подразделяются по принадлежности к определённой группе крови. У каждого человека группа крови индивидуальная. Принадлежность к определённой группе крови является врождённой и не изменяется на протяжении всей жизни. Наибольшее значение имеет разделение крови на четыре группы по системе «AB0» и на две группы по системе «резус-фактор». Соблюдение совместимости крови именно по этим группам имеет особое значение для безопасного переливания крови. Люди с I группой крови являются универсальными донорами, а люди с IV группой — универсальными реципиентами. По новой системе переливания крови, переливать кровь можно только людям, имеющим ту же группу крови, что и донор. Существуют и другие, менее значимые группы крови. Можно определить вероятность появления у ребёнка той или иной группы крови, зная группу крови его родителей.
Таблица групп крови по содержанию агглютининов (изоантител) и агглютиногенов (антигенов) системы АВ0:
| Группа крови | Агглютинины (изоантитела) | Агглютиногены (антигены) |
| ------------ | ------------------------- | ------------------------ |
| I (0)        | α, β                      | нет                      |
| II (A)       | β                         | A                        |
| III (B)      | α                         | B                        |
| IV (AB)      | нет                       | A, B                     |

## Донорство
До́норство кро́ви (от лат. donare — «дарить») и (или) её компонентов — добровольная сдача крови и (или) её компонентов донорами, а также мероприятия, направленные на организацию и обеспечение безопасности заготовки крови и её компонентов. После регистрации и заполнения небольшой анкеты донор проходит медицинское обследование: сдаёт анализ крови из пальца и осматривается врачом. Всё это происходит непосредственно на донорском пункте и не занимает много времени. После процедуры сдачи крови рекомендуется воздерживаться от тяжёлых физических и спортивных нагрузок, подъёма тяжестей, в том числе и сумок с покупками, до конца дня, в который была сдана кровь. В течение двух суток после процедуры сдачи крови рекомендуется полноценно и регулярно питаться и выпивать не менее двух литров жидкости в день: соки, воду, некрепкий чай (алкоголь не рекомендуется). В зависимости от перенесённых ранее заболеваний, операций, процедур (в том числе после аборта, в период беременности и лактации), человек может быть не допущен к сдаче крови временно (временное противопоказание) или постоянно (абсолютное противопоказание). Сдача крови приводит к потере жидкости в организме и снижению давления, в связи с чем вводятся ограничения.
Кровь требуется пострадавшим от ожогов и травм, в результате массивных кровотечений: при проведении сложных операций, в процессе тяжёлых и осложнённых родов, а больным гемофилией и анемией — для поддержания жизни. Кровь также жизненно необходима онкологическим больным при химиотерапии. Каждый третий житель Земли хоть раз в жизни нуждается в донорской крови.
Кровь, взятая от донора (донорская кровь), используется в научно-исследовательских и образовательных целях; в производстве компонентов крови, лекарственных средств и медицинских изделий. Клиническое использование донорской крови и (или) её компонентов связано с трансфузией (переливанием) реципиенту в лечебных целях и созданием запасов донорской крови и (или) её компонентов.
Всемирный день донора крови — международный день, учреждённый в мае 2005 года ВОЗ, в ходе 58-й сессии Всемирной ассамблеи здравоохранения, в Женеве (Резолюция WHA58.13). Ежегодно проводится 14 июня. В медицинских документах человек, ставший донором крови, кодируется шифром согласно МКБ-10: Z52.0 — Донор крови.

### Виды донорства
В медицинской практике различают:
- Аутодонорство — заготовка собственной крови пациента перед последующей плановой операцией. Переливание чужеродной крови является стрессом для организма, а переливание собственной позволяет свести к минимуму негативные эффекты[14].
- Аутоплазма — переливание собственной, заготовленной заранее, плазмы крови. Применяется при родовспоможении и других операциях[15].
- Донорство крови — данный термин подразумевает забор крови, которая далее ресуспензируется в специальном консервирующем растворе, разделяется на компоненты (центрифугируется), переливается или перерабатывается:
  - Донорская плазма переливается при сильных ожогах и синдроме длительного сдавления (например, оказавшимся под развалинами зданий при землетрясении).
  - Донорство иммунной плазмы — доброволец иммунизируется безопасным штаммом какого-либо инфекционного агента. Плазма, полученная от такого донора, содержит антитела к данному возбудителю и может быть использована для изготовления медицинских препаратов. Иногда она переливается в чистом виде ослабленным больным в профилактических целях или как компонент поливалентной терапии.
  - Донорский тромбоцитоферез — с помощью специального аппарата (сепаратора) из крови выделяется тромбоцитная масса. Тромбоциты необходимы при проведении интенсивной химиотерапии онкобольных.
  - Донорство эритроцитов — эритроцитная масса необходима для больных анемией Даймонда — Блэкфена, а также другими заболеваниями, при которых снижено кроветворение (образование крови) и низок собственный уровень гемоглобина.

## Патология крови
Раздел медицины, изучающий кровь и органы кроветворения, а также этиологию, патогенез, клиническую картину, диагностику, лечение, прогнозирование и возможность предотвращения развития заболеваний системы крови, называется гематология, а в случае злокачественных заболеваний — онкогематология. Проблемами возникновения, лечения и профилактики развития заболеваний крови у животных занимается ветеринария.

### Заболевания крови
- Анемия (греч. αναιμία — «малокровие») — группа клинико-гематологических синдромов, общим моментом для которых является снижение концентрации гемоглобина в циркулирующей крови, чаще при одновременном уменьшении числа эритроцитов (или общего объёма эритроцитов). Термин «анемия» без детализации не определяет конкретного заболевания, то есть анемию следует считать одним из симптомов различных патологических состояний.
- Гемолитическая анемия — усиленное разрушение эритроцитов.
- Гемолитическая болезнь новорождённых (ГБН) — патологическое состояние новорождённого, сопровождающееся массивным распадом эритроцитов, в процессе гемолиза, вызванного иммунологическим конфликтом матери и плода в результате несовместимости крови матери и плода по группе крови или резус-фактору. Таким образом, форменные элементы крови плода становятся для матери чужеродными агентами (антигенами), в ответ на которые вырабатываются антитела, проникающие через гематоплацентарный барьер и атакующие эритроциты крови плода, в результате чего уже в первые часы после рождения у ребёнка начинается массированный внутрисосудистый гемолиз эритроцитов. Является одной из основных причин развития желтухи у новорождённых.
- Геморрагическая болезнь новорождённых — коагулопатия, развивающаяся у ребёнка между 24 и 72 часами жизни, часто связана с нехваткой витамина K, вследствие дефицита которого возникает недостаток биосинтеза в печени факторов свёртывания крови II, VII, IX, X, C, S. Лечение и профилактика заключаются в добавлении в рацион новорождённым вскоре после рождения витамина K[16].
- Гемофилия — наследственное заболевание, связанное с нарушением свёртываемости крови.
- Диссеминированное внутрисосудистое свёртывание крови — образование микротромбов.
- Геморрагический васкулит (аллерги́ческая пу́рпура[17]) — наиболее распространённое заболевание из группы системных васкулитов, в основе которого лежит асептическое воспаление стенок микрососудов, множественное микротромбообразование, поражающее сосуды кожи и внутренних органов (чаще всего почек и кишечника). Основная причина, вызывающая клинические проявления этого заболевания, — циркуляция в крови иммунных комплексов и активированных компонентов системы комплемента.
- Идиопатическая тромбоцитопеническая пурпура (болезнь Верльгофа) — хроническое волнообразно протекающее заболевание, представляющее собой первичный геморрагический диатез, обусловленный количественной и качественной недостаточностью тромбоцитарного звена гемостаза.
- Гемобластозы — группа неопластических заболеваний крови, условно разделена на лейкемические и нелейкемические:
  - Лейкоз (лейкемия) — клональное злокачественное (неопластическое) заболевание кроветворной системы.
- Анаплазмоз — заболевание крови у домашних и диких животных, а также человека, возбудителями которого являются бактерии-анаплазмы, переносимые клещами.

### Патологические состояния
- Гиповолемия — патологическое уменьшение объёма циркулирующей крови.
- Гиперволемия — патологическое увеличение объёма циркулирующей крови.
- Эксикоз — сгущение крови в результате обезвоживания.
- Гипокалиемия — низкое содержание ионов калия K+ в плазме крови.
- Гипонатриемия — низкое содержание ионов натрия Na+ в плазме крови.
- Гипогликемия — низкое содержание глюкозы в плазме крови.
- Гиперлипидемия — повышенный уровень липидов и/или липопротеидов различной степени плотности в плазме крови человека.
- Гидремия (разжижение, разведение) — увеличение объёма жидкой части крови при сохранении прежнего количества форменных элементов крови и гемоглобина.

## Кровь животных
Доля крови в массе тела у беспозвоночных животных достигает 20—30 %, тогда как у позвоночных 2—8 %.

### Состав крови
Животный мир имеет значительное разнообразие по дыхательным пигментам:
- кровь на основе гемоглобина (железосодержащая), характерная для позвоночных;
- кровь на основе гемэритрина (железосодержащая) переносит кислород у некоторых кольчатых червей.
- кровь на основе гемоцианина (медьсодержащая), значительно более редкая, но обычная для головоногих, паукообразных;
- кровь с гемованадинами (ванадийсодержащая) у асцидий. В дыхательной функции этих пигментов есть сомнения.

### Использование крови животных
- Кровь животных используется в виде пищи в кухнях многих народов (например, ненцы употребляют оленью кровь).
- Из крови домашних животных, получаемой при забое на мясокомбинатах, изготавливается альбумин, используемый в кормовых системах при разведении хищных зверей.
- Некоторые лекарственные препараты (иммуноглобулины, сыворотки) изготавливаются из крови животных (чаще всего лошадей).
- После исследований влияния на человека препаратов крови алтайского марала были разработаны пантогематоген и другие продукты.
- В иудаизме, христианстве[18], исламе и у свидетелей Иеговы кровь запрещена к употреблению в каком бы то ни было виде. В частности, в иудаизме кровь считается материализацией души. В соответствии с этим существуют, наряду с другими, определённые правила забоя мелкого и крупного скота и птицы.